# Tovim

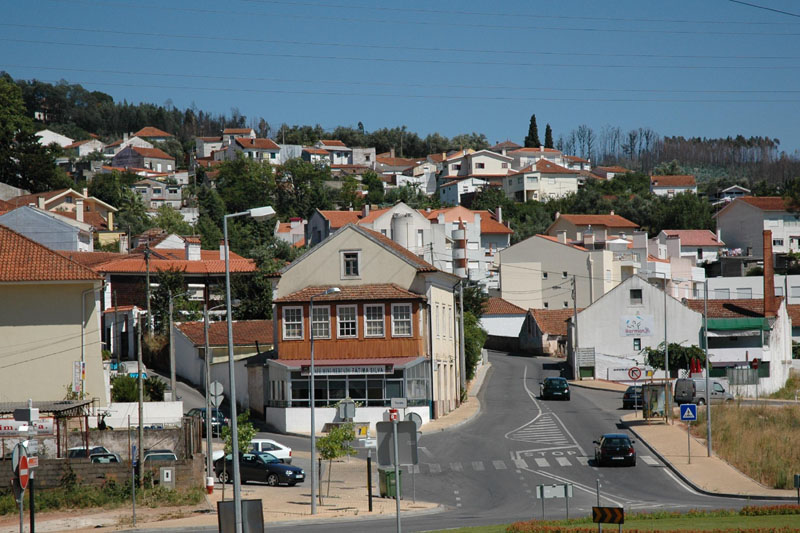
Tovim, Coimbra, Portugal

Tovim é um bairro da freguesia de Santo António dos Olivais, cidade de Coimbra, Portugal. Este bairro é também conhecido por Tovins, uma vez que se considera o Tovim de Baixo, o Tovim do Meio e o Tovim de Cima.
Foi neste bairro que Vitorino Nemésio manteve uma casa enquanto residiu em Coimbra, fazendo referência ao Tovim em algumas das suas obras. Foi aliás nessa casa, de Vitorino Nemésio, que Miguel Torga conheceu, em 1939, Andrée Crabbé a sua futura mulher, que tinha sido aluna de Vitorino Nemésio em Bruxelas.
Nos anos 90, a densidade populacional do Tovim era maior, aqui habitavam muitas famílias numerosas,  porém mais tarde, muitos residentes foram para o estrangeiro e também para outras zonas da cidade.
Hoje, pode ser encontrada ainda em funcionamento a Escola Básica do 1.º do Tovim que pertence ao Agrupamento de Escolas de Eugénio de Castro - Solum.
Foi construído um centro para toxicodependentes.
Esta zona é reconhecida como as "portas da cidade" de Coimbra uma vez que passam diariamente por aqui os habitantes de Vale de Canas, Casal do Lobo ou Dianteiro, existindo também acesso ao Roxo e Aveleira (concelho de Penacova).

## Toponímia
Crê-se que o topónimo de Tovim advenha do baixo-latim Villa Touvini, que significa «a herdade ou propriedade de Touvino». Sendo que Touvino será o nome próprio de um nobre visigótico. 
A toponímia de Tovim está relacionada com a de Touvedo.